# 甲斐田晴子
甲斐田 晴子（かいだ はるこ 1981年〈昭和56年〉 9月18日 - ）は、日本の政治家、実業家、社会起業家、プロデューサー。いきいき唐津株式会社のCEO兼代表取締役、映画館「THEATER ENYA」の館長。早稲田大学政治経済学部卒。フランスグルノーブル政治学院留学。早稲田大学17代総長田中愛治ゼミ第7期生。代表取締役を務めるまちづくり会社・いきいき唐津株式会社は、総務省が主催する令和6年度「ふるさとづくり大賞」最優秀賞である内閣総理大臣賞を受賞。2025年1月より唐津市議会議員。

## 人物
1981年（昭和56年）、佐賀県唐津市生まれ。福岡女学院中学校卒業、佐賀県立唐津東高等学校を経て、早稲田大学政治経済学部卒業。フランスグルノーブル政治学院留学。早稲田大学17代総長田中愛治ゼミ第7期生。一橋大学学長の中野聡は従兄にあたる。
祖母・渡邊富子は、明治時代、佐賀刑務所の所長で更生事業として鍋島段通を復興させた吉島正敏の末娘にあたる。吉島と交流の深かった相知炭鉱を手がけていた渡邊家の養女となり、渡邊家に婿入りをした祖父・渡邊得松は唐津市坊主町で開業医をしていた。 
父・甲斐田太郎は、1924年（大正13年）生まれで、両親の歳の差は28歳あり、晴子は父親が58歳の時の子である。若い頃結核を患い、兵役を免除され戦争には行かなかった。囲碁棋士で、地方棋士7段の称号をもち、唐津に初めて日本棋院の支部を設立。飲食業や砂事業、窯業など手広く事業を手がけ、作曲家でもあった。藤沢秀行らと親交があり、林海峰とは数年におよぶ対局を繰り広げている。祖父・甲斐田敬三は、臼井六郎の妹の長男にあたる。 
趣味は、ピアノ、茶道（宗徧流）、着物、フランス語。論語を好み「不和雷同」「学びて思わざれば則ちくらし。思ひて学ばざれば則ちあやうし」「巧言令色鮮し仁」などを良く引用する。

## 幼少期〜青年期
男女の双子として生まれる。小学校1年生の時にピアノを習い始め、絵画が得意だった。ピアニストを夢見て音楽科のある福岡女学院中等部に進学するが、妹のバイオリンの才能を前に音楽の道を諦める。中学3年生の時に、家族旅行で訪れたバイオリンづくりの町、イタリアのクレモナで、まちづくりの原体験をする。少子高齢化の進んだ小さな町でも、明るく幸せそうに暮らす人々を見て、「人が幸せであるということとは何か」を考えるようになり、以後、故郷・唐津のまちづくりについて思いを馳せるようになる。高校2年生の時に、地元の藩校の流れを汲んだ佐賀県立唐津東高等学校に編入し卒業。

## いきいき唐津での実績
2011年5月に入社。当時早稲田大学法科大学院生だったが、3.11東北大震災をうけて、当時帰省中だった唐津にしばらく留まることにした。ちょうどそのころ、唐津で設立されたばかりのまちづくり会社・いきいき唐津が求人をだしており、大学院への復学も鑑み有期雇用の求人に応募し入社したつもりだったが、入社後1か月たったころ、社長から約2,000万円の資本金を元に、半年後には開業しなければいけないカフェの企画、立ち上げを任される。そして、同年10月20日に開業した大手口センタービル1階に『Odecafe』をオープンさせる。同年、映画を通したまちづくりに取り組むため、定期的な映画の上映会「唐津シネマの会」の企画が、佐賀県のCSOモデル事業に採択され、活動が始まる。2017年には大林宣彦監督作品・映画『花筐／HANAGATAMI』を誘致し、3000人の市民ボランティア・エキストラの参加、オール唐津ロケで映画で1億6千万円の製作と配給宣伝費の調達を成功させた。2019年には、一部地元の激しい抵抗にあいながら、ホテルやカフェ、映画館、飲食店が入居する商業施設『KARAE』の建設を実現する。映画館『THEATER ENYA』は、実に唐津で22年ぶりとなる復館であった。 
商業施設『KARAE』は、もともとは唐津市が制定した「中心市街地活性化基本計画」に組み込まれた商店街再開発事業で、唐津市と商店街がまちづくり会社・いきいき唐津に依頼したことから始まったプロジェクトだった。7年間の話し合いを重ねたが、一部の地元抵抗勢力により、唐津市の支援が得られなかった。甲斐田は、「このまま開発を進めると、会社は予定の倍の借り入れを強いられることになるが、この場所が駐車場になれば町は死んでしまう。進むも撤退するも苦しい選択であれば、進むことを選択する」と決意し、計8億円の資金調達を実現し、開館にこぎつけた。しかし、開館直後にコロナ禍に見舞われたときにはストレスで卵巣破裂し、半年にわたる休養を余儀なくされ、さすがに夜逃げをしたいと思うほど辛かったと自身のSNSやYouTube動画で語っている。
大病を患って以降は、ヨガや瞑想を日常的に行い、食事や睡眠など健康第一にしている。コロナ禍を乗り越え、2023年にはKARAE開業前の売上目標を達成するまで回復し、現在は、数少ない商店街の再開発の成功事例として全国から視察が絶えない事例となっている。2023年に九州大学非常勤講師となったことを機に、できるだけ多くの人にまちづくりのノウハウやナレッジをシェアしようと、InstagramやYouTube動画でそれらの内容を発信している。 2023年、外務省の外郭団体である国際交流基金の企画で、映画館「THEATER ENYA」が、日本の映画館10館に選出され、ドキュメンタリー動画『THEATER ENYA (Saga, JAPAN) - MINI THEATER JOURNEY』が製作されメインキャストとして出演、現在10か国語の翻訳付でその動画がYouTube配信されている。
代表取締役兼CEOを務めるまちづくり会社「いきいき唐津株式会社」はこれらの取り組みが評価され、総務省が主催する令和6年度「ふるさとづくり大賞」最優秀賞である内閣総理大臣賞を受賞した。

## 評価
甲斐田は、少子高齢化、人口減少で実体経済が縮小する地方において、その地域の資産価値を高める不動産の適正開発やアウトサイドインのソーシャルビジネス創出を得意としている。例えば、商業施設「KARAE」や、着地型観光ガイド事業「AruKara／歩唐」や「HOTEL KARAE」、地域人材育成の「カラツ大学」「MEME KARATSU」、採算性の乏しいミニシアターのビジネスモデルを抜本的に再構築して、唐津に22年ぶりとなる映画館「THEATER ENYA」を復活させたのは、その良い事例である。
2017年の大林宣彦監督『花筐／HANAGATAMI』製作では、日本で初めてふるさと納税を活動した映画製作を成功させ、近年は映画を通したまちづくり事業のプロデュース支援をしている。
絵画や音楽が好きなことが転じて、クリエイティブディレクションを得意とし、会社の公式サイトはじめ事業サイトは全て自社制作である。「唐津シネマの会」で発刊していた『IMAKARA』という機関紙は、デザインもさることながら是枝裕和監督、西川美和監督、大森立嗣監督、石井裕也監督、大林宣彦監督、行定勲監督、熊切和嘉監督ら早々たる監督インタビューを実現しており、その内容の充実ぶりから、自主企画のフリーペーパーであるにもかかわらず、唐津市図書館の蔵書として保管されている。
映画館「THEATER ENYA」は、予防福祉・文化教育の担保、地域活性化の拠点となる「文化のインフラストラクチャーである」と考え、映画館開業後も、映画とまちづくりの惜しみない活動を続け、2021年にはクリエイター育成支援のための映画祭「唐津演屋祭」、2023年には唐津で初となる「唐津ライジングサン国際映画祭」や日本で初となる高校生以下は年間5,000円で「THEATER ENYA」の映画が見放題となる「学生サブスクリプション」を企画している。

## プロデュース事業
- 飲食店「オデカフェ」（2011年）
- 唐津シネマの会（2011年 - 2018年）
- カラツ大学（2014年）
- 唐津映画製作推進委員会（2015年 - 2017年）
- 大林宣彦監督映画『花筐／HANAGATAMI』[29]（2017年）
- 映画「花筐／HANAGATAMI」×唐津エピソードサイト（2017年）
- 商業複合施設「KARAE」（2019年 - ）
- 映画館「THEATER ENYA」（2019年 - ）
- 飲食店「KARAE TABLE」（2019年 - ）
- ホテル「HOTEL KARAE」（2019年 - ）
- シェアオフィス「MEME KARATSU」（2020年 - ）
- ガイドツアー「AruKara／歩唐」（2020年 - ）
- 唐津焼「ギャラリー唐重」（2021年 - ）
- 映画祭「唐津演屋祭」（2021年 - ）
- 国際映画祭「唐津ライジングサン国際映画祭」（2023年）

## 著書
- 「中心市街地活性化におけるまちづくり会社の役割と課題」[30]（経済地理学会 年報 2016年）
- 「文化のインフラストラクチャーとしての映画館」[31]（建築ジャーナル 2024年 3月）
- 「複合商業施設KARAE―『近きもの喜び、遠きもの来たる』を追求した地方創生のニューローカルスポット」（日本都市計画学会 学会誌「都市計画」372号 2025年）[32]

その他、講演・セミナー、寄稿多数。

## 表彰
- 『佐賀さいこう表彰』女性活躍推進部門[33]（2016年）
- 『九州まちづくり賞』[34]（2023年）
- 令和６年度 総務省『ふるさとづくり大賞』最優秀賞 内閣総理大臣賞[35]（2025年）

## 出演
- 国際交流基金企画「INDEPENDENT CINEMA2023」「THEATER ENYA MINI THEATER JOURNY」
- ドキュメンタリー番組「〜戦争と死と生をスクリーンに叩きつけて〜」
- 映画「ディス・マジック・モーメント」リム・カーワイ監督[36]